# Khūr (kommunhuvudort i Iran)
Khūr (persiska: خور) är en kommunhuvudort i Iran.   Den ligger i provinsen Esfahan, i den centrala delen av landet, 400 km sydost om huvudstaden Teheran. Khūr ligger 831 meter över havet och antalet invånare är 6 126.
Terrängen runt Khūr är platt åt nordost, men åt sydväst är den kuperad. Trakten runt Khūr är nära nog obefolkad, med mindre än två invånare per kvadratkilometer. Det finns inga andra samhällen i närheten. Trakten runt Khūr är ofruktbar med lite eller ingen växtlighet.